# Strandung des U-Bootes S-363

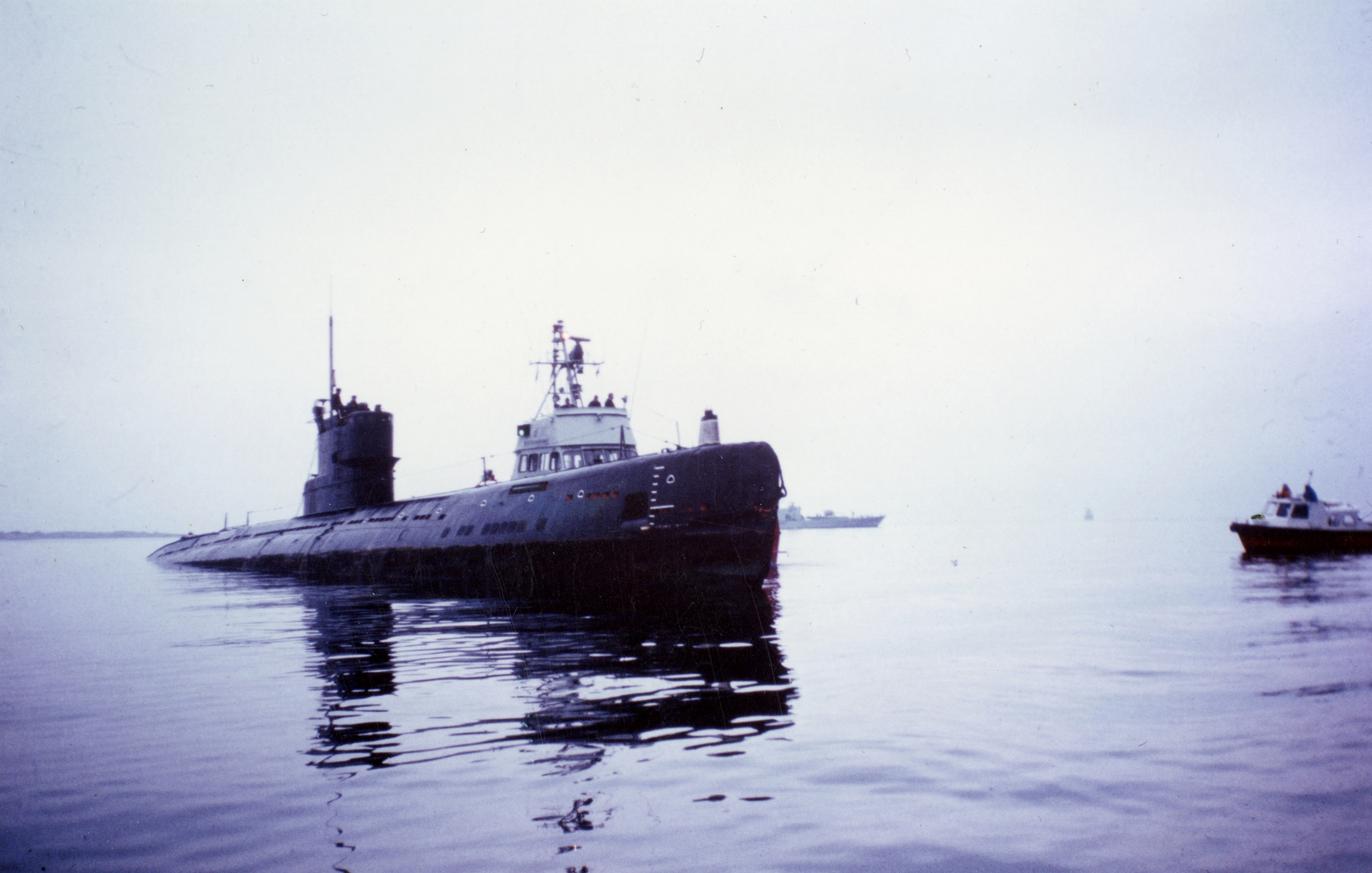
S-363 nach der Havarie bei Torhamnaskär

Die Strandung des U-Bootes S-363 geschah am 27. Oktober 1981 im Schärengarten von Blekinge, als es bei Torhamnaskär auf Grund lief. Dieses sowjetische U-Boot befand sich zu diesem Zeitpunkt im schwedischen Küstenmeer sowie in der Nähe einer schwedischen Militärbasis. Der Vorfall war Ursache einer sicherheitspolitischen Krise in Schweden im Laufe des Kalten Krieges, auf die später noch ähnliche (z. B. der Zwischenfall bei Hårsfjärden 1982) folgten.
S-363 (in schwedischen Dokumenten und am Rumpf des Schiffes notiert U 137) war ein sowjetisches militärisches U-Boot, das 1956 seinen Dienst aufgenommen hatte. Es zählte zur Klasse Projekt 613, die bei der NATO den Codenamen Whiskey-Klasse hatte. Entsprechend wurde das Ereignis in verschiedenen Medien sowie in einer satirischen Fernsehserie als „Whiskey on the Rocks“ bezeichnet.
Eine schwedische Kommission, die mehrere ähnliche Fälle zwischen 1981 und 1994 untersuchte, kam 1995 zu dem Schluss, dass das Eindringen in die Territorialgewässer absichtlich geschah. Schon zuvor geäußerte Vermutungen, dass die sowjetische U-Boot-Flotte in schwedischen Gewässern aktiv sei, galten kurz nach dem Ereignis als bewiesen.

## Ablauf der Havarie bis zur Bergung

### S-363 läuft auf Grund
Am 27. Oktober 1981 führte die schwedische Marine im Schärengarten von Karlskrona einen Versuch mit einem neu entwickelten Torpedo durch. Der Abend war still, die Sicht war gut und die wenigen Geräusche waren weit über dem Wasser hörbar. Im Übungsgebiet waren keine fremden Schiffe erkennbar.
Am selben Abend gegen 20 Uhr lief das sowjetische U-Boot S-363 bei einer kleinen Insel etwa 15 km südöstlich von Karlskrona auf Grund. Die Besatzung versuchte mit Einsatz der vollen Maschinenleistung wieder freizukommen, was misslang. Dabei lag der Turm des U-Bootes oberhalb der Wasserlinie. Ein schwedischer Fischer sah gegen 22 Uhr ein unbekanntes Schiff im Wasser, meldete die Entdeckung jedoch nicht. Am nächsten Morgen waren zwei schwedische Fischer in der Nähe aktiv, um den Fang aus ihren Reusen einzuholen. Sie stellten einen dünnen Ölfilm auf dem Wasser fest, hatten das fremde U-Boot jedoch noch nicht entdeckt. Erst bei der zweiten Fangfahrt fanden sie das fremde Fahrzeug, das ohne erkennbare Kennzeichnung im Wasser lag. Auf dem Turm befanden sich drei oder vier Personen, die erst mit Feldstechern nach den Fischern spähten und nach weiterer Annäherung mit Maschinenpistolen auf sie zielten. Die Fischer erkannten eine Flagge mit einem Stern, die sie jedoch nicht zuordnen konnten. Aufgrund der deutlichen Bedrohung wendeten die Fischer, entfernten sich und informierten das Marinekommando in Karlskrona. Dort gab es anfänglich Zweifel an der Richtigkeit der Information, so dass das schwedische Militär erst zwei Stunden später den angegebenen Havarieort aufsuchte.
Als ein schwedisches Patrouillenboot den Ort der Strandung erreichte, hatten die Marinesoldaten ihre Waffen über die Schulter gehängt. Die Flagge stellte sich als Flagge der sowjetischen Marine heraus. Der Kapitän des schwedischen Schiffes kletterte nach einer Meldung an seine Vorgesetzten auf das U-Boot und versuchte mit der Besatzung auf Englisch in Kontakt zu kommen. Diese verstand kein Englisch, ein Besatzungsmitglied jedoch Deutsch. Durch einen Übersetzer konnte der sowjetische Kommandant mitteilen, dass verschiedene Geräte der Navigationstechnik in ihrer Funktion gestört waren und das U-Boot so in den schwedischen Schärengarten gelangt war. Die Störungen sollten entstanden sein, als das U-Boot bei Bornholm in polnischen Gewässern an einem Stahlseil hängen geblieben sei. Als der schwedische Bootsführer eine Seekarte haben wollte, um die aktuelle Situation zu erläutern, gab ihm der sowjetische Kommandant zunächst eine Karte, auf der kleinere Inseln eingezeichnet waren, die möglicherweise zum Schärengarten von Blekinge gehörten. Diese Karte wurde jedoch schnell durch eine Karte des Decca-Navigationssystems ersetzt. Der sowjetische Kommandant verlangte die Verbindung zum sowjetischen Konsul in Schweden für weitere Verhandlungen.
In den nächsten Stunden fuhren weitere Fahrzeuge der schwedischen Küstenwache und Polizei zum Havarieort. Gegen 12:28 Uhr setzte der Nachrichtendienst Tidningarnas Telegrambyrå die erste Telegramm-Mitteilung ab und gegen 12:40 Uhr wurde der Vorfall bei Sveriges Radio publik. Schon gegen 12 Uhr hatte der schwedische Oberbefehlshaber über einen Staatssekretär den Ministerpräsidenten Thorbjörn Fälldin informiert. Die erste umfassende Pressekonferenz fand ab 17:10 Uhr statt. Die Zeitung Kvällsposten in Malmö, die ein Fischer angerufen hatte, durfte in ihrer Abendausgabe von dem Ereignis berichten.

### Reaktion der sowjetischen Seite

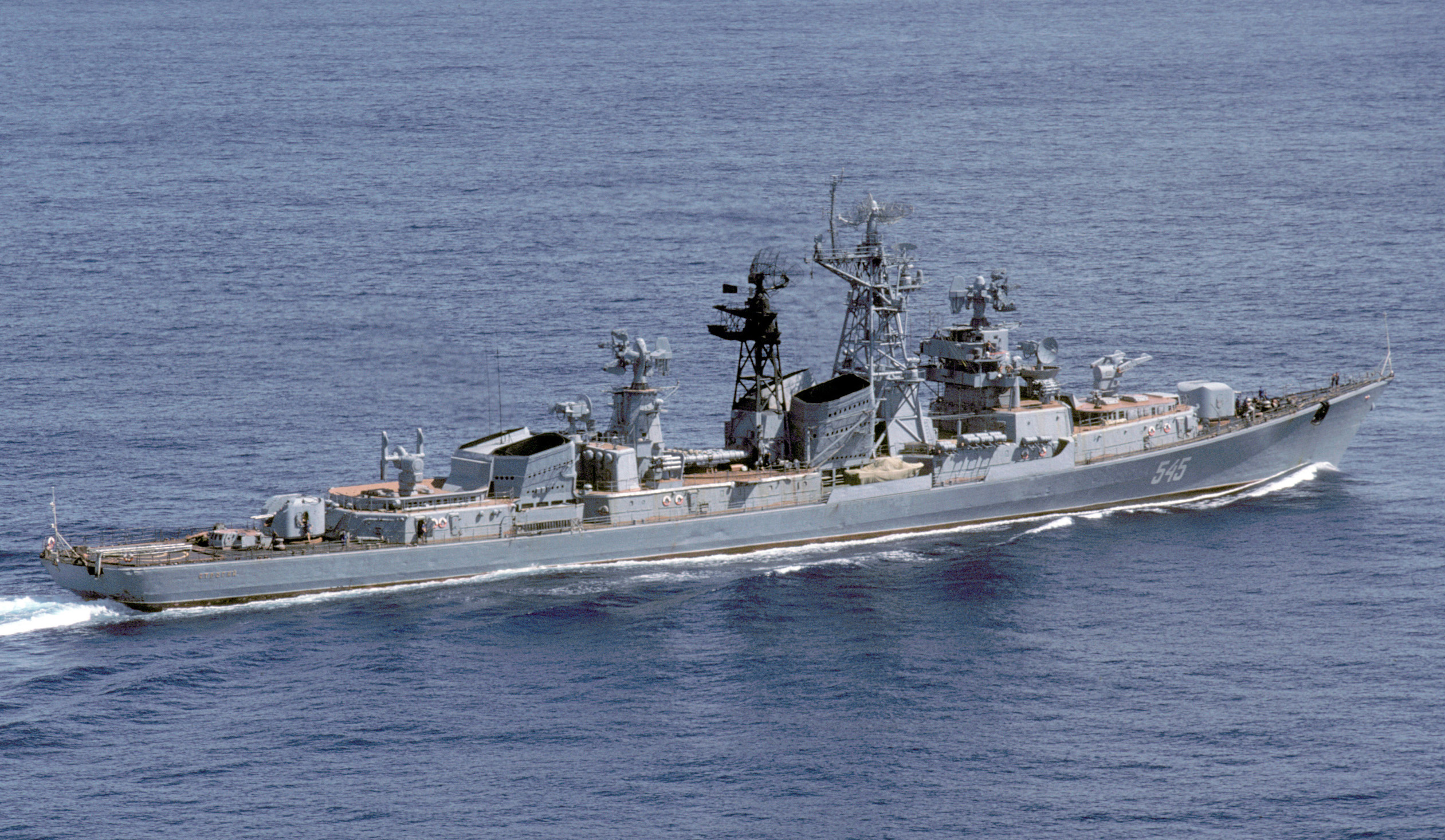
Sowjetische Zerstörer der Kaschin-Klasse waren an der Aktion beteiligt.

Im Laufe des 28. Oktobers sammelten sich mehrere sowjetische Schiffe und Flugzeuge in internationalen Gewässern, etwa 120 Kilometer südlich von Karlskrona. Schwedische Abhördienste stellten fest, dass in dieser Region das vermisste U-Boot vermutet wurde. Die schwedische Seite berief den sowjetischen Botschafter Michail Danilowitsch Jakowlew zur Klärung der Situation ein, der fast gleichzeitig aus eigener Initiative schwedische Regierungsbeamte aufsuchte. Während die schwedische Seite darauf bestand, dass sich keine ausländischen Schiffe an der Bergung beteiligten, bat die sowjetische Seite darum, zwei sowjetischen Bergungsbooten und einem hydrologischen Untersuchungsschiff eine kurzfristige Befahrung schwedischer Gewässer zu erlauben. In einer offiziellen Note wurde das Eindringen des U-Bootes in schwedische Gewässer bedauert.
Sonarsignale der schwedischen Marine legen nahe, dass sich am 29. Oktober ein weiteres sowjetisches U-Boot kurzzeitig in schwedischen Gewässern befand. Der sowjetische Botschafter legte anfänglich fest, dass die Besatzung des U-Bootes nicht außerhalb befragt werden durfte, was bis zum 1. November galt. Unter Aufsicht von sowjetischen Botschaftsmitarbeitern durfte die schwedische Seite einzelne Untersuchungen am U-Boot durchführen. Während der Befragung des U-Boot-Kommandanten feuerten Besatzungsmitglieder drei oder vier Leuchtraketen ab. Damit sollte vermutlich die Befragung kurzfristig beendet werden. Später behauptete die sowjetische Seite, das U-Boot habe sich in einer Notsituation befunden. Die Leuchtraketen und ein Hilferuf über Funk sollen als Notsignale abgegeben worden sein. Keine Funkstation in der Umgebung nahm einen derartigen Funkspruch auf.

### Schwedische Militäraktionen im Umfeld
Da sich schon am 29. Oktober ein sowjetisches Bergungsboot unerlaubt dem U-Boot näherte, wurde das schwedische U-Boot Neptun ausgesandt, um die Weiterfahrt zu verhindern. Nach einem Kreuzungsmanöver bewegte sich das sowjetische Schiff wieder Richtung Osten. Ein Versuch, das Schiff einzuholen, misslang, da das schwedische U-Boot langsamer war. Der ehemalige Eisbrecher Thule, der zum Zeitpunkt als Trossschiff der Marine eingesetzt war, wurde in die Fahrrinne zum U-Boot postiert.
Das schwedische Militär berichtete später, die sowjetische Flotte bei Bornholm sei schon am 28. Oktober zum Eindringen in schwedische Gewässer bereit gewesen. Mit Artillerie bestückte schwedische Schiffe wurden deshalb im Grenzgebiet zusammengezogen. Trotz unzureichender Vorbereitung konnte bei der sowjetischen Seite der Eindruck entstehen, das schwedische Militär werde bei einer Grenzverletzung schießen. Die sowjetischen Schiffe gingen wieder in ihre Ausgangsposition.

### Kernwaffen auf S-363
Die Forschungsanstalt des schwedischen Militärs führte zeitlich versetzt drei Untersuchungen in der Nähe des U-Bootes durch. Dabei wurde ein erhöhter Wert von Uran des Isotops 238U festgestellt. Das Gewicht wurde auf etwa 10 kg geschätzt. Dieser Wert bewies noch nicht das Vorhandensein von Kernwaffen. Eine gleichzeitige Registrierung einer hohen Annihilationsstrahlung deutete jedoch stark darauf hin. Der U-Boot-Kommandant erklärte 1994 in einem Interview für die Dokumentationsreihe Dagar som skakade Sverige („Tage, die Schweden erschütterten“) des Fernsehsenders TV3, dass sich auf dem U-Boot Kernwaffen befunden hätten. Von offizieller Seite kam aus Moskau die Antwort, das U-Boot sei wie alle sowjetischen Marinefahrzeuge mit der notwendigen Bewaffnung bestückt gewesen. Damit wurde der schwedischen Vermutung nicht widersprochen.
Der II. Kommandant gab später ein Buch heraus, in dem er schrieb, dass die Waffen etwa dieselbe Kraft hatten wie die Hiroshima-Bombe. Laut seiner Aussage kam kurz nach der Havarie der Befehl von der sowjetischen Armeeleitung, die Waffe zu zerstören. Es gab die Möglichkeit, die Waffen in den Torpedo-Kammern zu zerstören, was den Tod der Besatzung bedeutet hätte. Eine andere Möglichkeit war das Abfeuern der Torpedos im inaktivierten Zustand. Danach sollte das U-Boot gesprengt werden.
Der schwedische Forscher Milton Leitenberg vom Institut für internationale Beziehungen fragte 1982 in einem Aufsatz, welchen Zweck nukleare Torpedos an dieser Stelle hätten. Deren Ziele waren eigentlich Flugzeugträger der NATO oder US-amerikanische U-Boote, die nicht in der Ostsee kreuzten.

### Bergung des U-Bootes und Übergabe
Am 5. November gab die schwedische Regierung das U-Boot zur Bergung frei. Eine überraschend eingeleitete Lösung der Verankerung am selben Nachmittag wurde vom schwedischen Kommandeur verhindert, da die Dämmerung begann und die Freigabe bei Tageslicht erfolgen sollte. Sie fand am nächsten Morgen durch mehrere schwedische Kriegsschiffe statt. Das U-Boot wurde wegen unruhiger See nur bis zur Grenze der militärischen Schutzzone eskortiert und an die sowjetische Flotte übergeben.

## Das U-Boot S-363
Das U-Boot hatte eine Länge von 56 Metern und war für 56 Besatzungsmitglieder ausgelegt. Es war noch zwei weitere Jahre im Dienst. S-363 hatte eine Wasserverdrängung von 1.030 Tonnen und eine Breite von 4,60 Metern.
S-363 (mit kyrillischen Buchstaben C-363) war die sowjetische Bezeichnung des U-Bootes. [Zitat: "sein U-Boot S-363, mehr bekannt als U 137"]  In schwedischen und internationalen Dokumenten und Medien wurde der Name U 137 verwendet, obwohl gelegentlich W137 vorkommt.

## Rechtliche Konsequenzen
Ursprünglich hatte der schwedische Generalstaatsanwalt zusammen mit dem Bezirksanwalt der Region Karlskrona eine Anklage gegen den sowjetischen Kommandanten wegen Spionage erwogen. Sie wurde jedoch mit Verweis auf eine vermeintliche völkerrechtliche Immunität der Besatzung nicht erhoben. Vermutlich hat die schwedische Seite hier außen- und sicherheitspolitischen Aspekten des Falls mehr Bedeutung beigemessen als der rechtlichen Beurteilung.
Am 29. Oktober bestellte die schwedische Marine für die Freilegung des U-Bootes das Bergungsboot Karlshamn der Gemeinde Karlshamn. Dieses Boot legte am folgenden Tag Stahlseile um das U-Boot und begab sich daraufhin auf Bereitschaft in Karlskrona. Am 2. November war die Karlshamn zusammen mit der Achilles erneut am U-Boot und beide zogen das U-Boot zu einem Ankerplatz näher an Land. Die Gemeinde verlangte daraufhin am 4. November Bergungslohn. Der Antrag wurde von schwedischen Gerichten abgewiesen, weil das U-Boot ein Kriegsschiff sei, das Staatenimmunität besitze. Damit galten die Regeln für eine Bergung nicht.